# 堀内真直
堀内 真直（ほりうち まなお、1910年10月7日 - 1980年5月16日）は、日本の映画監督、脚本家である。松竹大船撮影所のプログラムピクチャーの名手として知られ、松竹退職後のテレビ映画においても、手腕を発揮した。

## 人物・来歴
1940年（昭和15年）11月16日、満30歳のとき、松竹下加茂撮影所において、古野栄作との共同監督作『権三と助十』で、「堀内真那夫」の名で監督デビューしている。
第二次世界大戦後、松竹大船撮影所では、主に佐々木康監督の助監督を務め、1950年に公開された川島雄三監督の『夢を召しませ』では、チーフ助監督を務め、1952年（昭和27年）6月15日には、再度『父帰る』で監督に復帰した。翌1953年（昭和28年）に松竹大船撮影所に入社した、現在小説家の高橋治が助監督時代に堀内に師事している。
1965年（昭和40年）2月13日、監督作『サラリーマンの勲章』を最後に松竹大船撮影所を定年退職する。松竹京都撮影所出身のプロデューサー杉山茂樹の「蜂の巣プロ」で『我が青春』を撮り、どう作は同年4月28日に松竹系で公開されている。
テレビ映画には、1964年（昭和39年）8月31日 - 1965年1月25日に放映された『〆めて七貫』で経験済み、1967年（昭和42年）から、ライオン奥様劇場『女のいのち』で本格的にテレビ映画に進出した。1970年（昭和45年）には、『日本怪談劇場』、『おさな妻（麻田ルミ版）』を手がけた。
1980年（昭和55年）5月16日、死去する。69歳没。遺作は、1979年（昭和54年）6月20日 - 9月19日、東京12チャンネル（現テレビ東京）で放映された『日本名作怪談劇場』であった。

## おもなフィルモグラフィ
- 権三と助十 （松竹下加茂、1940年11月16日）
- 父帰る （松竹大船、1952年6月15日）
- 東京やんちゃ娘 （松竹大船、1953年1月3日）
- 海流 （松竹大船、1959年8月30日）
- ばりかん親分 （松竹大船、1963年11月17日）
- 花の罪 （テレビ映画、1967年2月13日 - 4月7日）
- マイティジャック （テレビ映画、1968年4月6日 - 6月29日）
- 37階の男  （テレビ映画、1968年7月28日 - 12月29日）
- 魔神バンダー （テレビ映画、1969年1月5日 - 同年3月30日、全13話）
- マキちゃん日記 （テレビ映画、1969年10月7日 - 1970年10月11日）